# 德新 (佟佳氏)
德新（？—？），号惟一，佟佳氏，满洲正红旗人。道光乙酉翻译举人，乙未翻译进士。

## 生平
后官盛京工部主事，兵部驿站副监督，户部陕西司主事，昌陵礼部员外郎，掌承办事务衙门印錀。京察一等加一级，工部屯田司兼汉档房员外郎，钦差本裕仓监督，慕陵礼部郎中随带二级。诰授奉政大夫，晉赠资政大夫。

## 家庭成员
- 太高祖伊希達，盛京刑部侍郎；
- 太高伯祖茂海，杭州副都统、博尔岱，荆州副都统；
- 高高祖阿哈尼堪，护军参领兼世管佐领；
- 高祖精阿岱，世管佐领；
- 曾父富謙，太学生；
- 祖父海明阿，翻译生員；
- 父舒林，山海路都司；
- 伯父額勒錦，正紅旗蒙古副都統、科布多參贊大臣、喀喇沙爾辦事大臣、福州副都統；
- 妻子董鄂氏；
- 子長頤，步军衙门主事；
- 子長祿，咸丰壬子翻译举人，江寧布政使；
- 孙存格，光绪甲午科举人，总理各国事务衙门章京。[1]